# 青弓社
青弓社（せいきゅうしゃ）は、東京都新宿区にある日本の出版社。「いま・ここ」を射抜くをモットーとして掲げる。主に哲学・思想・宗教・神秘主義・性・サブカルチャーなどの出版物を刊行する。宝塚歌劇に関する出版物も多い。2000年（平成12年）にはクロード・レヴィ＝ストロースの『親族の基本構造』を新訳で復刊した。

## 概要
所在地
- 東京都新宿区山吹町337番地

## 沿革
- 1985年、写真叢書創刊。1点目は森山大道『写真との対話』。
  - 2017年の高橋義隆『言葉の果ての写真家たち：1960－90年代の写真表現』まで42点刊行。
- 1996年12月、「宝塚アカデミア」創刊。
  - 2006年12月、28号で終了。
- 1999年6月、寺子屋ブックス創刊。
  - 2001年の加茂啓太郎『ミュージシャンになる方法』まで25点刊行。
- 1999年7月、青弓社ライブラリー創刊。⇒2021年、100点を突破。
- 2007年9月、「宝塚イズム」創刊。⇒2023年末で47号まで継続中。

## 主な出版物
- 青弓社ライブラリー
- クリティーク叢書
- 寺子屋ブックス
- 写真叢書
- ポップ・カルチャー・クリティーク
- 宝塚アカデミア
- 宝塚イズム